# Tulio Quiñones
Tulio Quiñones ist ein ehemaliger costa-ricanisch-peruanischer Fußballspieler auf der Position des Stürmers.

## Biografie
Quiñones wurde in Costa Rica geboren, kam aber bald nach Peru, wo er bei den Clubs Circolo Sportivo Italiano und Universitario de Deportes spielte und den Sprung in die peruanische Nationalmannschaft schaffte.
1945 ging er nach Mexiko, wo er zunächst für die Asociación Deportiva Orizabeña und anschließend die Tiburones Rojos de Veracruz spielte, bevor er in der Saison 1952/53 im Trikot des Club Necaxa Torschützenkönig der mexikanischen Liga wurde.

## Erfolge
- Torschützenkönig der mexikanischen Primera División: 1952/53